# Voiture Gran Confort
Pour les articles homonymes, voir Voiture Grand Confort.

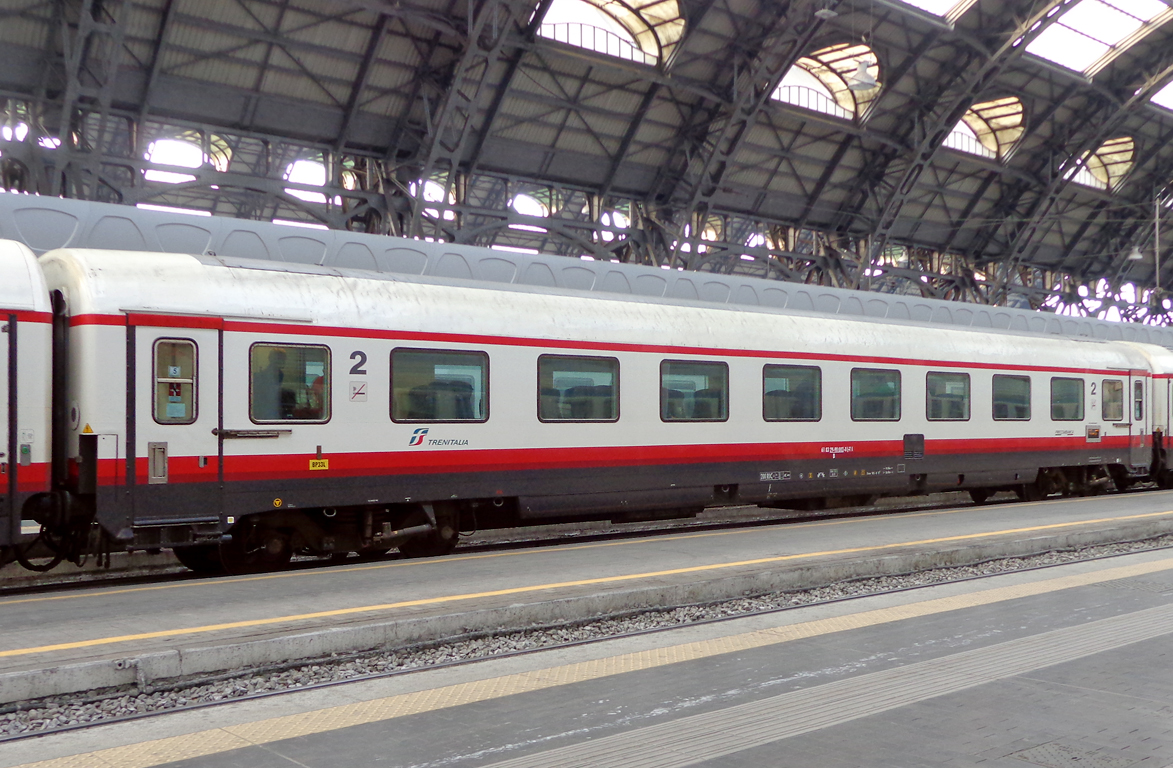
La voiture Gran Confort 29-90 002 en livrée Frecciabianca

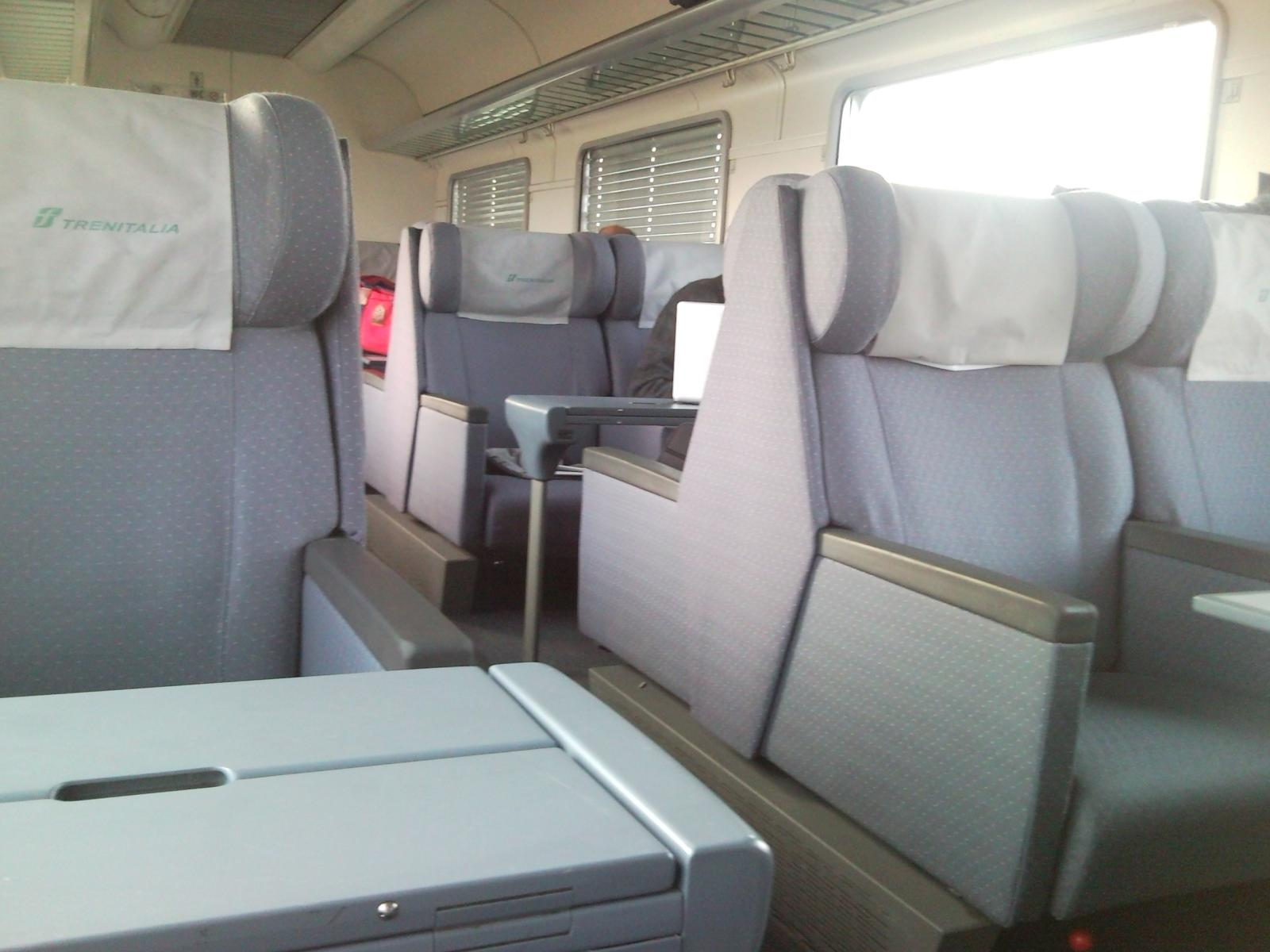
Intérieur d'une voiture salon

Les voitures FS Gran Confort (Grand Confort) sont des voitures italiennes de chemin de fer de 1re classe des Ferrovie dello Stato Italiane - FS qui préfigurent la voiture standard européenne EuroFima et le type UIC-Z.
Elle ont été conçues par la division ferroviaire du groupe Fiat dans la poursuite de leur première étude pour les voitures TEE de 1967. Elles ont été mises en service en 1973 par les Ferrovie dello Stato Italiane - FS sur les trains rapides de toute la péninsule.

## Historique
Tout a commencé avec l'étude confiée à la division ferroviaire du groupe FIAT en 1967 par les FS qui voulaient remplacer les anciennes rames automotrices diesel Breda ALe.442-448 de 1957 et utilisées sur les liaisons internationales TEE par des trains traditionnels composés de locomotives et de voitures de voyageurs.
Les premières voitures ont été livrées en 1971 et immédiatement utilisées sur les liaisons :
- TEE Lemano reliant les gares de Milan Centrale et Genève Cornavin,
- TEE Mediolanum reliant les gares de Milan Centrale et Munich Centrale,
- TEE Ligure reliant les gares de Milan Centrale et Marseille St Charles et, à partir de 1967, Avignon.

Les rames diesel Breda ALe.442-448 qui assuraient la liaison TEE Moncenisio entre Milan Centrale et Lyon Perrache avec les fortes rampes alpines de 30 ‰ (30 pour mille) qui mènent au Tunnel ferroviaire du Fréjus ne furent remplacées qu'en 1972 après que l'électrification de la Ligne de Culoz à Modane (frontière) fut achevée sur la totalité du parcours. Le tronçon entre Chambéry et Modane de cette ligne avait été équipé par la compagnie PLM en avec un 3e rail et non pas une caténaire. Il faudra attendre 1976 pour qu'elle soit entièrement accessible aux locomotives sous caténaire 1,5 kV alors que la ligne du coté italien est électrifiée depuis 1915,.

(NDR : La Compagnie PLM a été l'une des plus importantes compagnies ferroviaires privées françaises depuis sa création en 1857 jusqu'à sa nationalisation en 1938, lors de la création de la SNCF).
En 1971, les Ferrovie dello Stato Italiane - FS ont mis en service 28 voitures Trans-Europ-Express, en livrée rouge et crème,. Puis, à partir de 1972, 190 voitures FS Gran Confort, semblables aux précédentes, mais monotension 3 kV, ont été commandées pour les lignes intérieures italiennes.
Au milieu des années 1980, les voitures GC, puis les voitures TEE en 1990-1994, ont été rénovées de façon identique pour constituer une même série FS Gran Confort.

## Description
Les voitures FS Gran Confort sont des voitures de première classe dérivées des voitures TEE. C'était des voitures luxueuses, très bien insonorisées et bénéficiant d'un équipement haut de gamme, comme l'air conditionné, l'ouverture automatique des portes d'accès et d'intercirculation. Elles disposaient d'un plancher flottant monté sur amortisseurs, de fenêtres particulièrement grandes, du chauffage au sol et d'un système d'information audio.
Elles étaient aptes aux 200 km/h et plus.

### Types
190 voitures ont été commandées à la division ferroviaire du constructeur italien FIAT :
- 128 voitures à 8 compartiments vitrés de 6 places, avec fauteuils inclinables et placard à vêtements,
- 30 voitures aménagées en salon à allée centrale (2+1 sièges par rangée, disposés en vis-à-vis avec tablettes centrales), offrant 48 places,
- 20 voitures-restaurant de 41 places et cuisine indépendante alimentée au propane. Une partie de ces voitures a été transformée en voitures-ambulance, d'autres en voitures self-service ou snack-bar,
- 20 fourgons à bagages.

Les voitures à compartiments présentent 8 grande baies auxquelles s'ajoutent 2 autres, étroites et opaques pour les toilettes, carrées côté couloir.
Sur les voitures aménagées en salon, les 8 baies principales sont encadrées :
- côté toilettes, de deux baies particulièrement étroites, restant à distance de celles des toilettes,
- d'aucune autre côté opposé.

Il n'existe pas de voiture-pilote Gran Confort mais on les trouve associées à la voiture-pilote UIC-Z1.

### Séries
Les voitures de type 1986 et les voitures-restaurant de type 1983 sont reconnaissables à leur toit à lisses apparentes, les faisant ressembler aux voitures UIC-Z. Elles en diffèrent toutefois par leurs portes aux fenêtres étroites et coulissantes et par les baies sans imposte et au nombre de 8.
En 2002-2003, plusieurs voitures ont bénéficié du plan de rénovation IC.901, avec leur réaménagement intérieur, dont le but était de standardiser les voitures InterCity circulant en Italie. La conversion a été effectuée par AnsaldoBreda et Corifer. Ces voitures ont été affectées au service EuroStar City Italia.
Le projet concernait initialement 901 voitures (Eurofima, Gran Confort et Z1) mais a été réduit à environ 450 voitures en 2009 en raison des difficultés techniques rencontrées.
L'opération de revamping a été complétée avec les projets IC.300 et IC.270, avec les voitures destinées aux services Eurostar City Italia et InterCity. Le nombre de voitures non transformées restant dans les conditions résultant de la rénovation IC Plus est très faible.

### Livrées
Les voitures FS Gran Confort sont les voitures italiennes qui ont reçu le plus grand nombre de livrées, six au total :
- Livrée TEE - livrée TEE classique : joues rouges, bande bée crème, bandeau et toit gris clair.
- Livrée TEE Bandiera (drapeau) : livrée conçue pour les services nationaux, appelée Drapeau : joues, bandeau et toit gris ardoise, bande bée ivoire avec deux lignes rouges surlignant et soulignant les fenêtres.
- Livrée XMPR : couleurs standard pour toutes les locomotives de Trenitalia : blanche avec bas de caisse vert surligné de bleu et bande impériale gris. Une variante à bande rouge pour mieux distinguer les voitures de première classe a existé.
- Livrée XMPR InterCity+ : même livrée plus XMPR mais avec la mention « Intercity » coupant la ligne bleue ; cette livrée est affectée au service Intercity plus.
- Livrée EuroCity Italia : une livrée expérimentale envisagée pour au début du service Eurocity en Italie. Identique à la livrée XMPR, mais avec une bande grise autour des fenêtres et la mention "EuroCity Italia" au centre sous les fenêtres. En outre, ces voitures ont été équipées avec des écrans externes pour l'information des passagers.
- Livrée EuroStar City Italia : nouvelle livrée appliquée aux voitures rénovées affectées au service EuroStar City Italia ; gris foncé avec bande bée gris clair et bande blanche sous les fenêtres, lignes rouges au-dessus des fenêtres et en bas de caisse. Une troisième ligne rouge, cette fois courbe, surgit du bas sous l'inscription Trenitalia (après le bogie gauche), puis coupe la ligne de bas de caisse pour lui rester parallèle côté droit de la voiture. L'aire délimitée par ces deux lignes est gris clair.

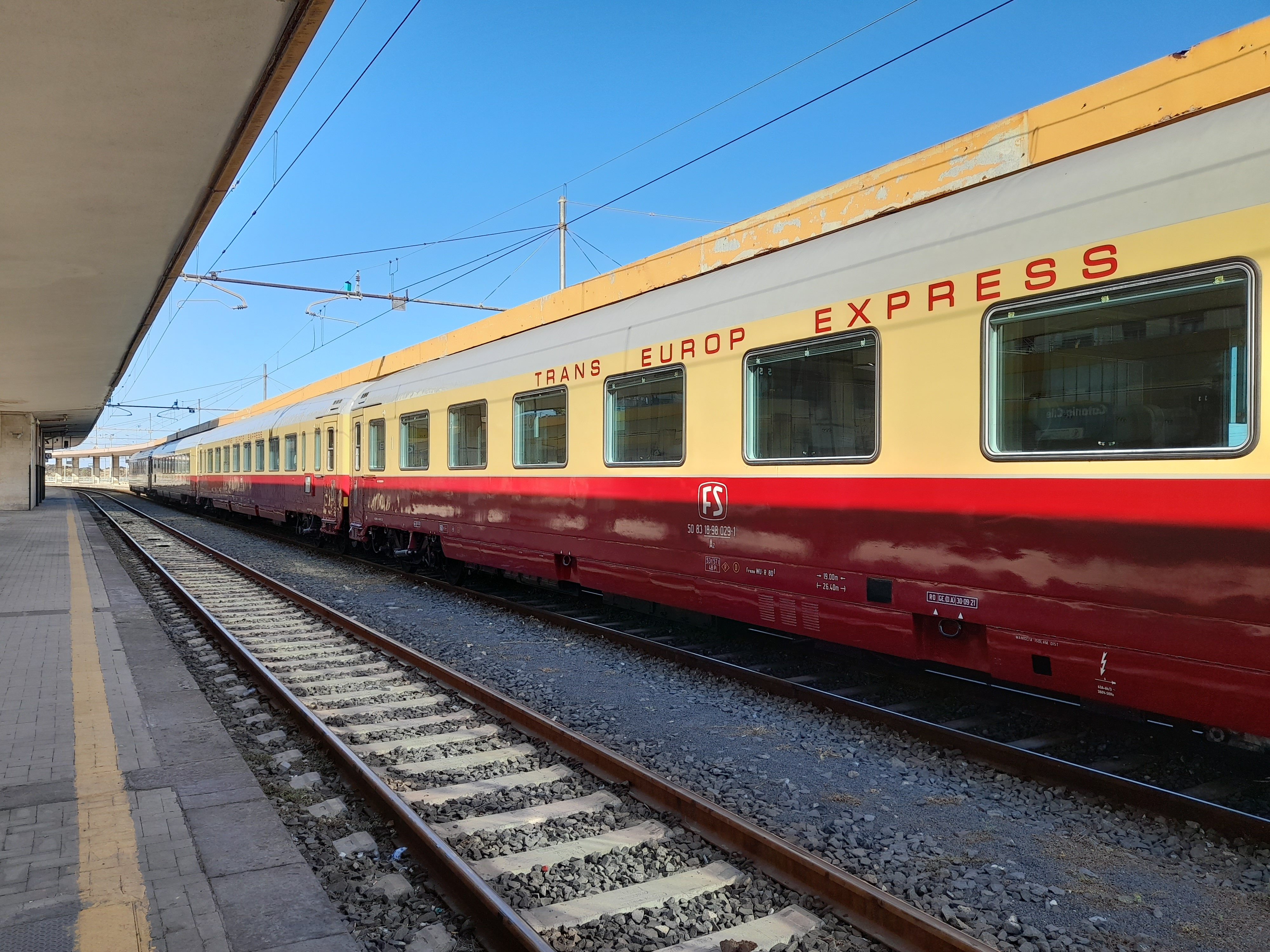
Voiture FS TEE rame "Peloritano"
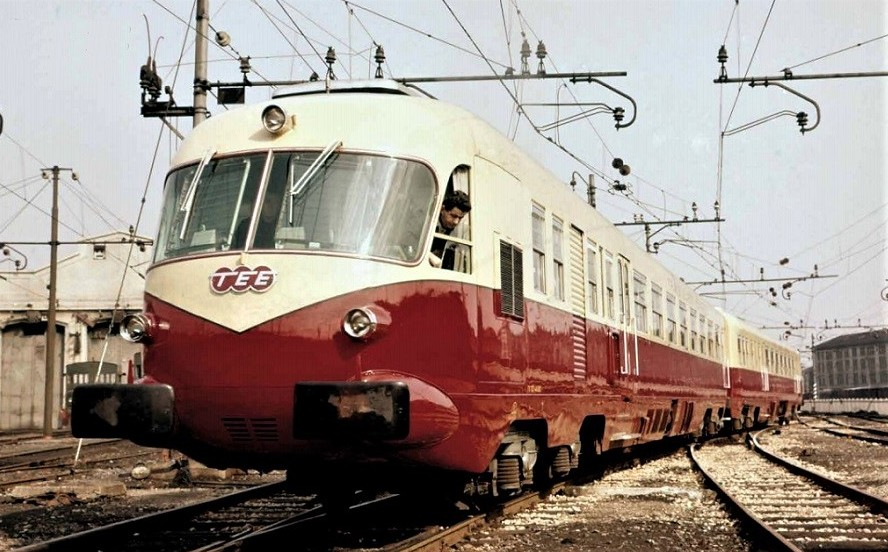
Rame automotrice Breda FS ALe.442 TEE "Mont-Cenis"
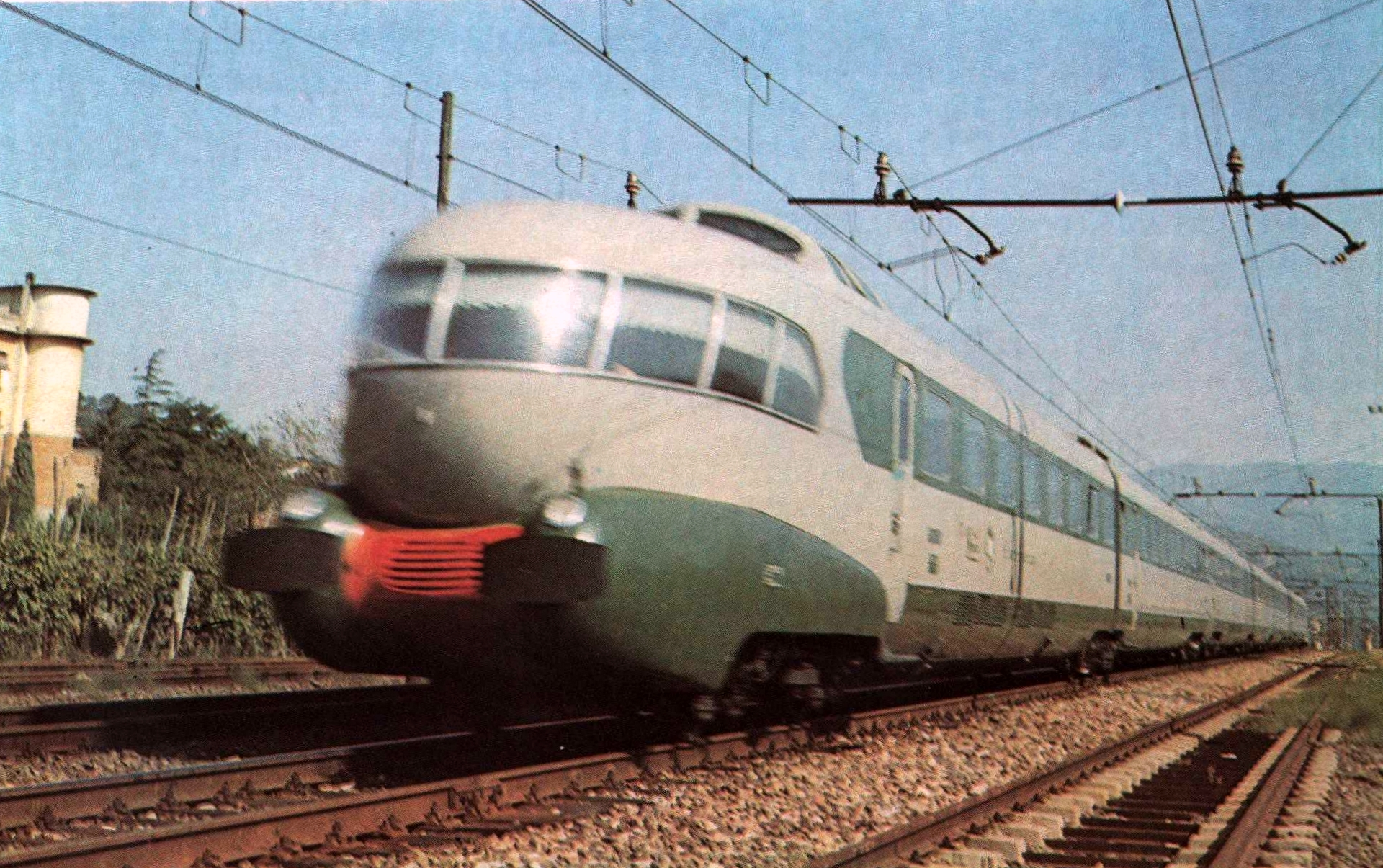
Rame FS ETR 300 - TEE "Settebello"
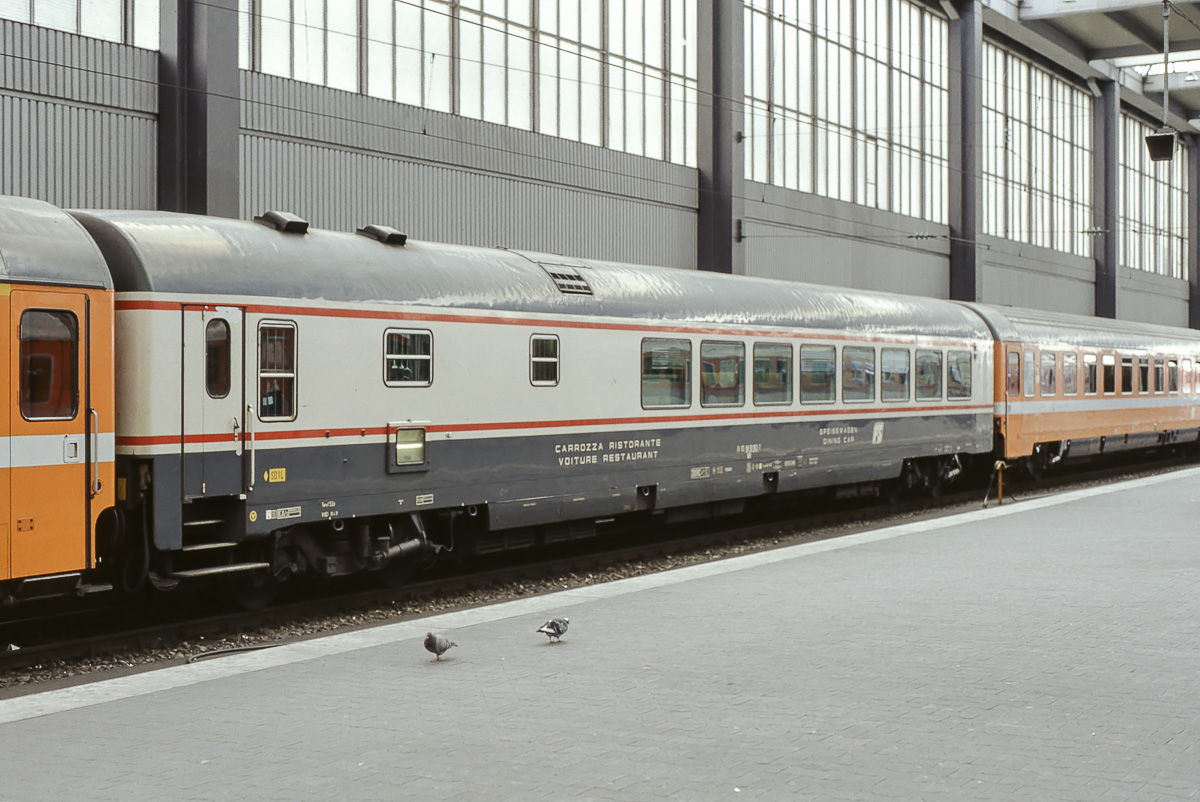
Voiture restaurant livrée FS "Bandiera"
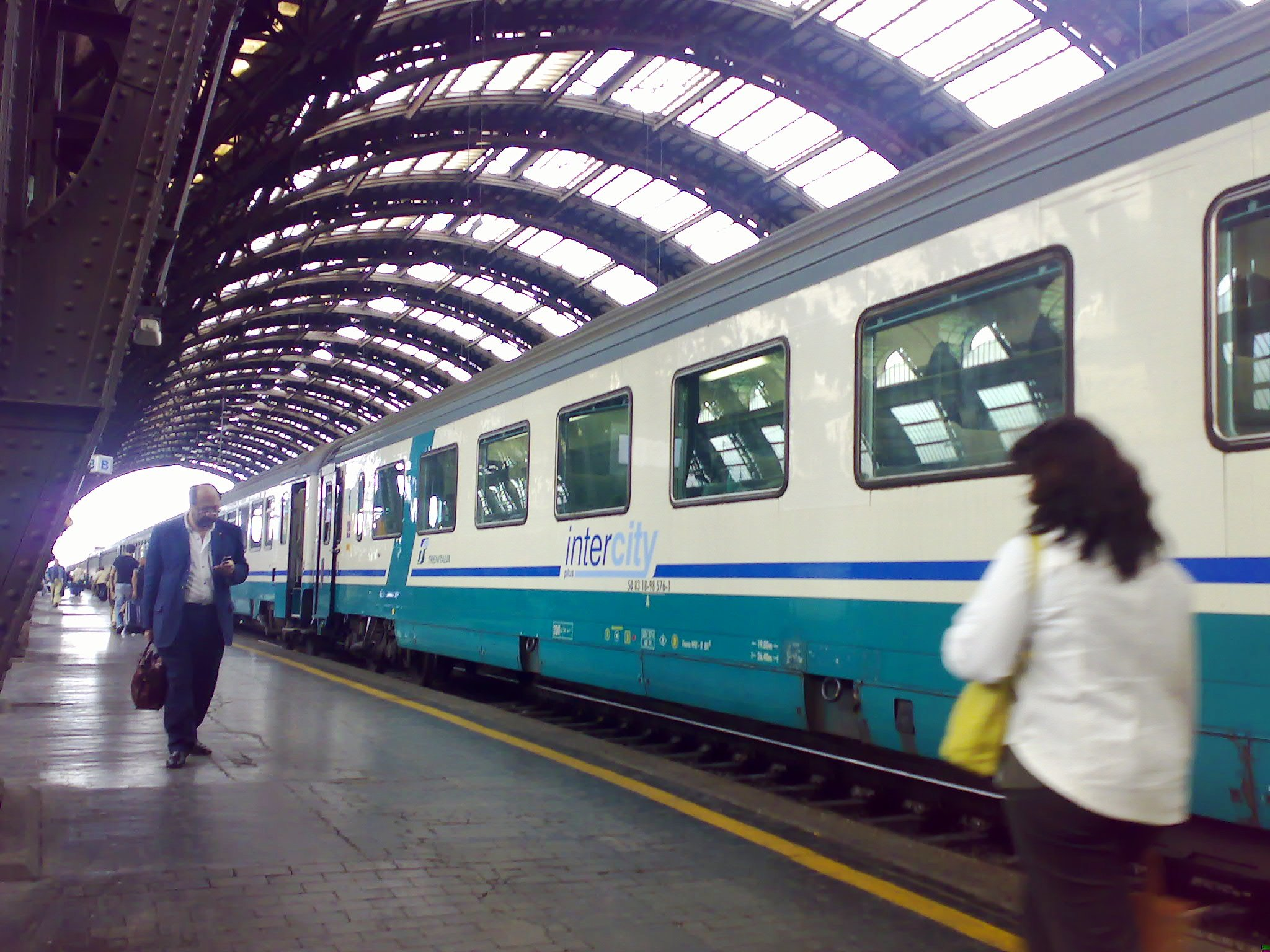
Voiture FS Gran Conford livrée FS XMPR Intercity+
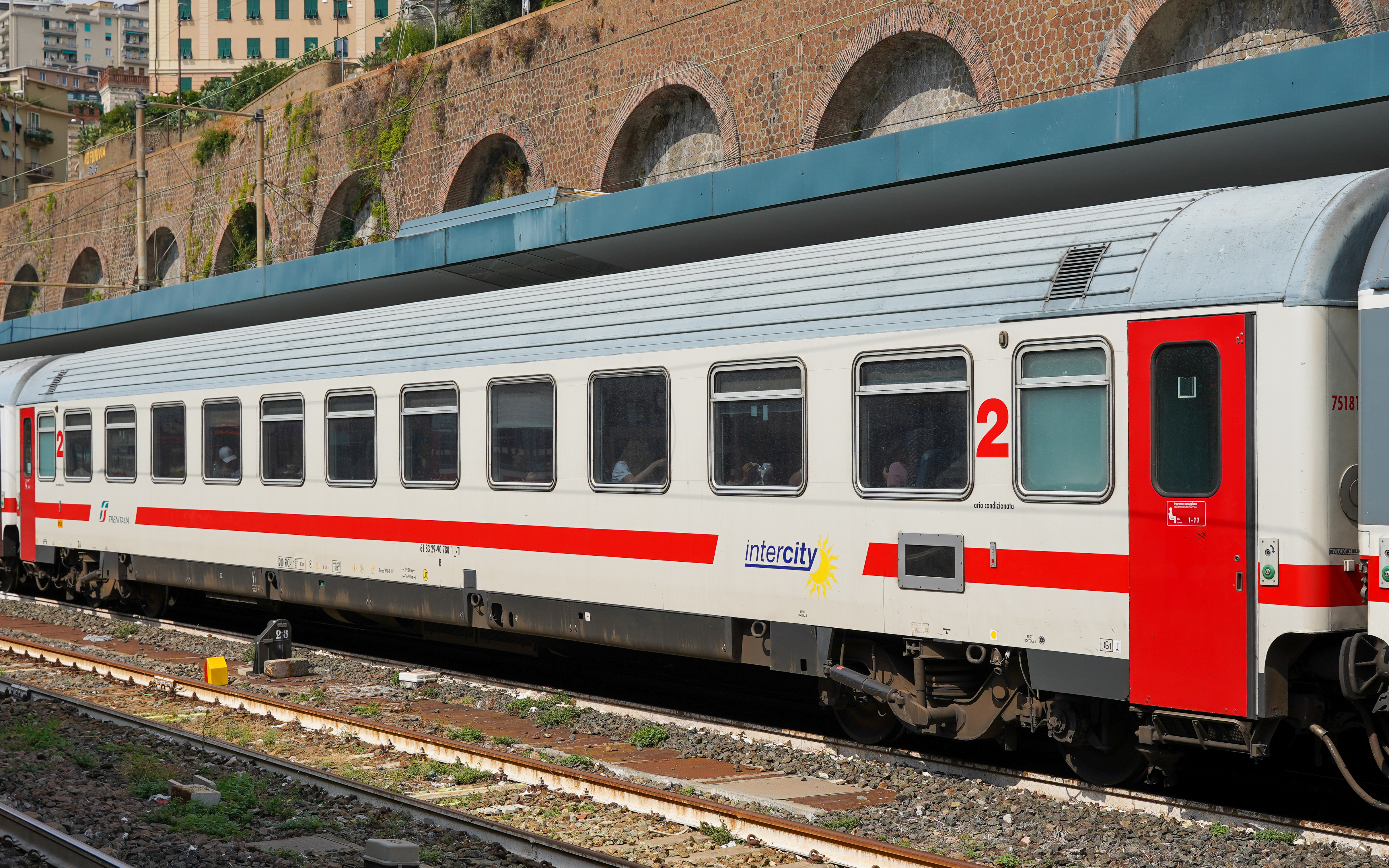
Voiture 2(de) classe InterCity
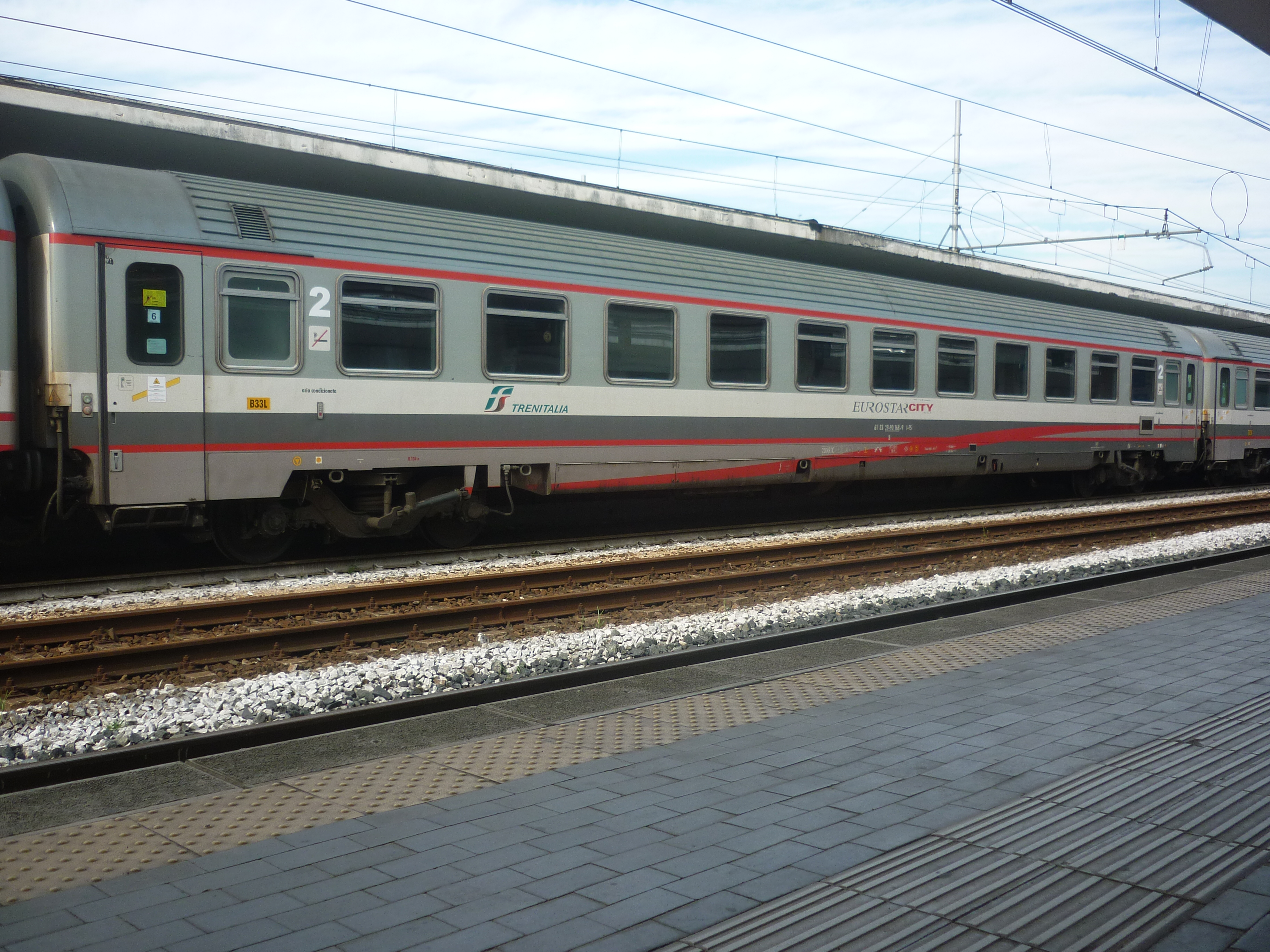
Voiture livrée EuroStar City

## Utilisation
Les voitures Gran-Confort ont été utilisées sur toutes les liaisons intérieures grandes lignes rapides et notamment :
- TEE Vesuvio (Milan - Naples)
- TEE Adriatico (Milan - Bari)
- TEE Cycnus (Milan - Vintimille)

## Unités historiques conservées

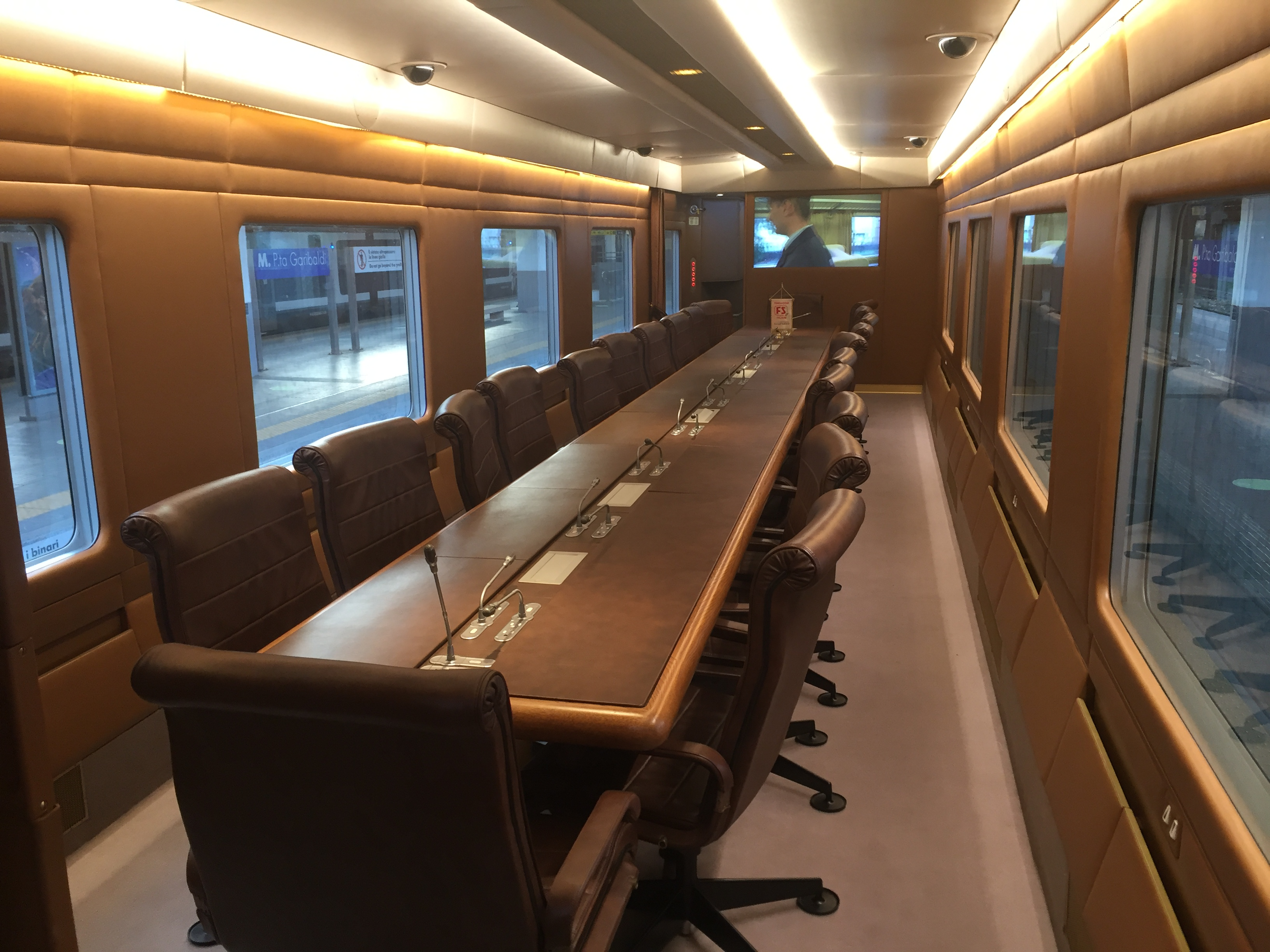
Aménagement intérieur de la voiture " Presse & Conférence " N° 61 83 89-90 000-1I-TI, du train " Peloritano 96347 " conservée par la Fondation FS Italiane à la gare Catane Centrale

Certaines voitures FS Gran Confort ont été conservées dans le parc du matériel roulant historique de la Fondation FS Italiane et sont utilisées lors de la reconstitution des trains d'époque :
- Voiture N° 50 83 18-98 029-1 - ancienne unité avec compartiments ex InterCity Plus, restaurée dans sa version d'origine et peinte en livrée TEE rouge bordeaux - jaune sable et en livrée Bandiera,
- Voiture N° 61 83 88-90 902-9 - voiture-restaurant en service sur les trains TEE internationaux, restaurée dans sa version d'origine et peinte dans la livrée TEE rouge-jaune européenne,
- Voiture N° 61 83 89-90 000-1 - voiture spéciale "Presse & Conférences", dernière unité de la famille FS Gran Confort, construite pour la Coupe du Monde de football Italia 90. Voiture avec un aménagement de luxe pour les réunions et conférences équipée d'un lounge-bar et d'une salle de réunions, livrée spécifique rouge et or,
- Voiture N° 61 83 88-90 999-5 - voiture bar-restaurant "Pizza Express", ancienne voiture fourgon TEE transformé et mis en service dans cette configuration en 1997 dans la livrée "Bandiera" gris ardoise - ivoire avec bandes rouge Signal.